# Otto Šmidt
Otto Juljevič Šmidt, uváděn též jako Otto Juljevič Schmidt, rusky Отто Юльевич Шмидт (18. záříjul./ 30. září 1891greg., Mogilev – 7. září 1956, Moskva) byl běloruský a sovětský matematik, astronom, geofyzik, filozof, jazykovědec, encyklopedista a polárník.
Velel několika sovětským polárním expedicím, například výpravě do Země Františka Josefa (1929–1930) či expedici Sever. V matematice se věnoval abstraktní teorii grup, aplikoval ji v topologii a také v teoretické fyzice. Zabýval se rovněž kosmologií – zformuloval zcela novou teorii vzniku sluneční soustavy.

## Život
Narodil se na území dnešního Běloruska (tehdy Ruská říše) do německo-lotyšské rodiny. Studoval na gymnáziu v Mogilevu a Kyjevě, které ukončil v r. 1909 zlatou medailí. Vystudoval matematiku na univerzitě v Kyjevě, kde působil od r. 1913 až do Říjnové revoluce. Věnoval se teorii grup a získal titul soukromého docenta. V r. 1916 publikoval monografii Abstraktní teorie grup (Абстрактная теория групп). Po r. 1917 se zapojil do politického života, byl jedním z hlavních tvůrců systému sovětské vědy. V r. 1920 se vrátil k pedagogické práci a byl jmenován profesorem Moskevské univerzity. V letech 1924–1941 byl hlavním redaktorem Velké sovětské encyklopedie. V r. 1927 byl na vědeckém pobytu na univerzitě v Göttingenu, kde se zabýval problémy moderní algebry a napsal jednu ze svých nejlepších prací pojednávající o teorii grup. V r. 1928 se zúčastnil první sovětsko-německé expedice organizované Akademií věd SSSR, jejímž cílem bylo prozkoumat nejvyšší vrcholy západní části pohoří Pamír. V r. 1929 založil katedru vyšší algebry fyzikálně-matematické fakulty Moskevské univerzity, kterou vedl až do r. 1949.
V letech 1930-1934 vedl arktické expedice na parnících Sedov, Sibirjakov a Čeljuskin, jejichž cílem bylo prokázat, že po severní námořní cestě je možné proplout z evropské části Sovětského svazu až na Dálný východ. Při poslední plavbě se parník Čeljuskin v únoru 1934 dostal v Čukotském moři do sevření ledových ker a potopil se. Posádka a cestující v počtu 104 osob se stačila přemístit s potřebnými zásobami na led, odkud byli během března a dubna letecky transportováni na pevninu. V posledních dnech pobytu na kře Šmidt těžce onemocněl a musel být převezen do nemocnice ve městě Nome na Aljašce. V letech 1932 - 1938 byl Otto Šmidt náčelníkem hlavní správy Severní mořské cesty.
V letech 1939–1942 byl místopředsedou Akademie věd Sovětského svazu. Věnoval se vědecké činnosti v oblasti matematiky, geofyziky a kosmogonie. Z jeho popudu byl v r. 1938 zřízen Ústav teoretické geofyziky, který Otto Šmidt řídil až do r. 1948, jeho odděleni vzniku Země až do posledních let svého života. V posledních patnácti letech svého života se velmi intenzivně zabýval otázkami kosmogonie, a to zejména vypracováním nové hypotézy o vzniku Země a planet.
Otto Šmidt byl třikrát ženatý, měl 3 syny: Vladimíra (1920–2008), Sigurda (1922–2013) a Alexandra (1934–2010). Zemřel 7. září 1956 v Moskvě a je pochován na Novoděvičím hřbitově.

## Ocenění
Otto Schmidt byl za svou práci 27. června 1937 vyznamenán titulem Hrdina Sovětského svazu, třikrát obdržel Leninův řád a řadu dalších vyznamenání a ocenění. Jeho jméno nese Šmidtův ostrov v Karském moři, poloostrov na pobřeží Čukotského moře a nedaleké sídlo městského typu, Mys Šmidta v Čukotském autonomním okruhu, mys Shmidt Point v Antarktidě, stejně jako jej nesl geofyzikální institut Sovětské akademie věd.
Na jeho počest byl pojmenován asteroid, který objevila v roce 1948 sovětská astronomka Pelageja Fjodorovna Šajn – (2108) Otto Schmidt.
Měsíční kráter Schmidt nese jméno Otto Šmidta, německého astronoma J. F. J. Schmidta a německého optika Bernharda Schmidta.
První sovětský ledoborec užívaný pro vědecký výzkum, který byl spuštěn na vodu v roce 1979, nesl jméno Otto Schmidt.
Šmidtovo jméno nesou ulice v Mogilevu, Lipecku a Kyjevě. Od roku 1995 uděluje Institut fyziky Země Ruské akademie věd „Cenu Otto Šmidta“ za významný základní výzkum v Arktidě.

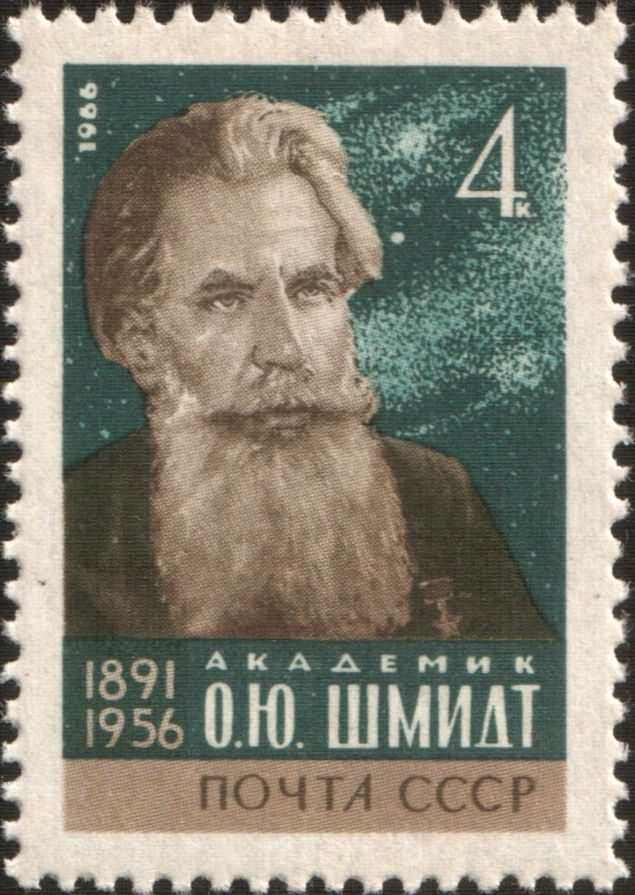
Otto Šmidt na sovětské poštovní známce z roku 1966